# مجموعه آثار تاریخی خاجوراهو
مجموعه بناهای تاریخی خاجوراهو، یک میراث جهانی یونسکو است که شامل مجموعه ای از معابد هندو و معابد جین در منطقه چاتارپور، مادیا پرادش در هند و در حدود 175 کیلومتری (109 مایل) در جنوب شرقی ژانسی است. این معابد به دلیل نمادگرایی معماری به سبک نگارا و مجسمه‌های وابسته به عشق شهوانی مشهور هستند.
بیشتر معابد خاجوراهو بین سالهای ۹۵۰ میلادی و ۱۰۵۰ میلادی توسط سلسله چاندلا ساخته شده‌اند. سوابق تاریخی حاکی از آن است که مکان معبد خواجواهاهو تا قرن دوازدهم دارای ۸۵ معبد بود که در مساحت ۲۰ کیلومتر مربعی پراکنده بودند. از این تعداد، تنها ۲۵ معبد باقی مانده‌اند که در شش کیلومتر مربع پراکنده شده‌اند.
مجموعه معابد خاجوراهو در کنار هم ساخته شده بودند، اما به دو دین، هندوئیسم و جینیسم اختصاص داده شده بودند، و این نشان از یک سنت پذیرش و احترام به دیدگاه‌های متنوع مذهبی در بین هندوها و جین‌ها در منطقه دارد.

## محل
بناهای تاریخی خاجووراهو در ایالت هند مادیا پرادش، در منطقه چاتارپور و در حدود ۶۲۰ کیلومتری (۳۸۵ مایل) در جنوب شرقی دهلی نو واقع شده‌است. معابد در نزدیکی شهر کوچکی که به نام خاجووراهو نیز مشهور است واقع شده‌است. این مجموعه توسط سرویس راه‌آهن هند پیوند خورده‌است، و ایستگاه راه‌آهن تقریباً شش کیلومتر از ورودی بناهای تاریخی واقع شده‌است. همچنیت این بناها در فاصله ده کیلومتری بزرگراه ملی ۷۵ شرقی و غربی است.

## تاریخ
مجموعه بناهای تاریخی خاجوراهو در زمان حکومت سلسله چاندلا ساخته شده‌است. فعالیت ساختمان تقریباً بلافاصله پس از ظهور قدرت آنها آغاز شد، در سرتاسر پادشاهی آنها بعداً به عنوان بوندلخند شناخته شد. بیشتر معابد در زمان سلطنت پادشاهان هندو Yashovarman و Dhanga ساخته شده‌اند. میراث یاوشوارمان به بهترین وجه توسط معبد لاکشمانا به نمایش گذاشته شده‌است. معبد ویشواناتا به بهترین وجه شاهنشاهی پادشاه داانگا را برجسته می‌کند.
معابد خاجوراهو در حدود ۳۵ مایل از شهر قرون وسطایی ماهوبا، پایتخت سلسله چاندلا، در منطقه کالینجار ساخته شده‌است. در ادبیات کهن و قرون وسطایی، از پادشاهی آنها به جیجوتی، ججاحوتی، چی-چی و جیجاکابوتی گفته شده‌است.
از خاجواهو توسط ابوریحان بیرونی، مورخ پارسی که محمود غزنوی را در یورش او به کلینجار در ۱۰۲۲ ق، همراهی کرد، یاد شده‌است. او از خاجواهاهو به عنوان پایتخت جاجووتی یاد می‌کند. این حمله ناموفق بود و به صلحنامه منتهی شد.

## ویژگی‌ها

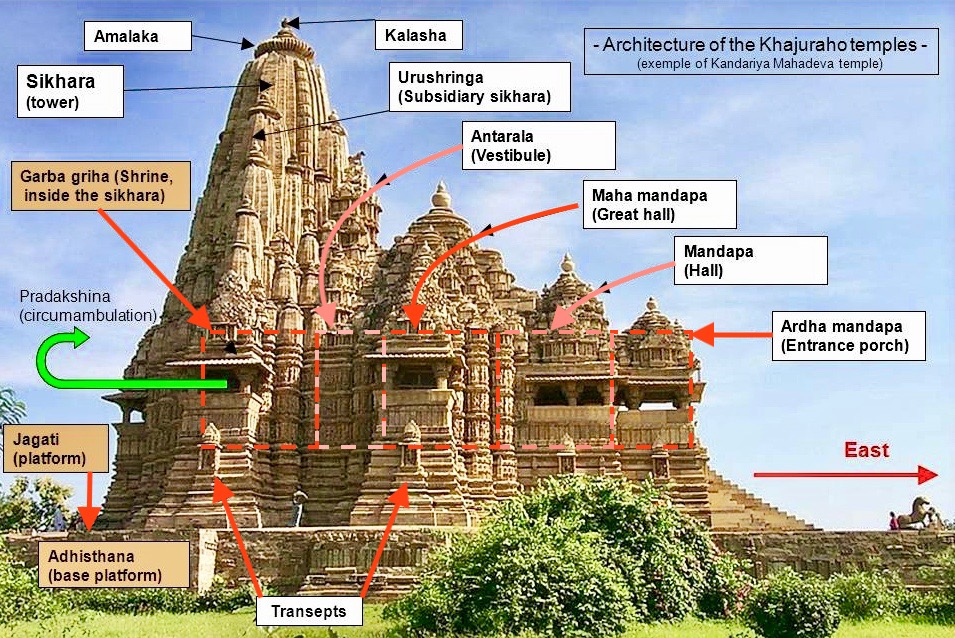
بخش‌ها و جهت‌گیری معابد خاجوراهو.

از میان معابد بازمانده، شش مورد به شیوا، هشت نفر به ویشنو و وابستگی‌های وی، یکی به گانشا، دیگری به خدای خورشید، سه تا به جین تریتانکارس اختصاص یافته‌است. برای برخی از ویرانه‌ها، شواهد کافی برای اختصاص معبد به خدایان خاص با اطمینان وجود ندارد. یک بررسی کلی از مجموعه نشان می‌دهد که اصل طراحی ماندالایی نمادین هندو از مربع و محافل در هر نقشه و طراحی معبد موجود است. علاوه بر این، قلمرو در سه مثلث گذاشته شده‌است که برای شکل‌گیری یک پنج ضلع همگرا می‌شوند. محققان گمانه‌زنی می‌کنند که این نشان دهنده سمبلیسم هندو برای سه قلمرو یا تریلوکیناتا، و پنج ماده کیهانی یا panchbhuteshvara است. سایت معبد شیوا، کسی که زندگی را از بین می‌برد و بازیافت می‌کند، برجسته می‌شود و بدین ترتیب کنترل رقص کیهانی زمان، تکامل و انحلال را کنترل می‌کند.
از بین همه معابد، معبد ماتانژشوار یک مکان عبادت فعال است. این یکی دیگر از معابد شبکه مربع است که دارای یک لنگام بزرگ ۲٫۵ متر (۸٫۲ فوت) و ۱٫۱ متر قطر ۱٫۱ متر (۳٫۶ فوت) است که روی یک سکوی به قطر ۷٫۶ متر (۲۵ فوت) قرار گرفته‌است. پر بازدیدترین معبد، کندریه مهادف، مساحتی در حدود ۶٫۵۰۰ فوت مربع و یک شیخارا (اسپایر) دارد که از ۱۱۶ پا بالا می‌رود.

## گردشگری و رویدادهای فرهنگی
جشنواره رقص خاجواهاهو همه ساله در ماه فوریه برگزار می‌شود. این برنامه شامل رقص‌های کلاسیک مختلف هند است که در برابر پس زمینه‌های معابد Chitragupta یا Vishwanath قرار دارد.

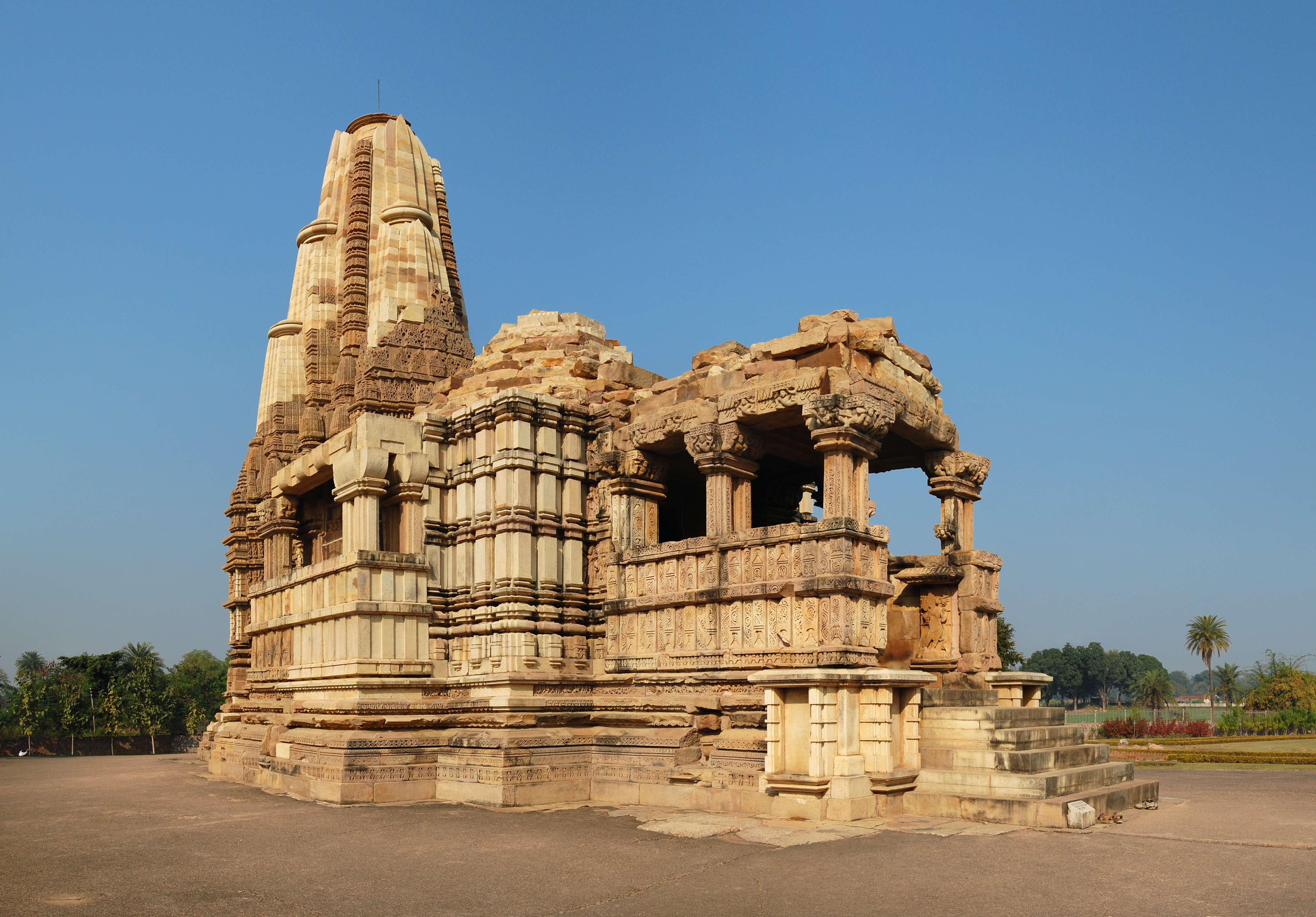
معبد دولادئو یک معبد هندو در خاجوراهو، مادیا پرادش هند است. این معبد به شکل لینگام به خدای شیوا تقدیم شده‌است «دولادئو» به معنای «داماد مقدس» است. این معبد به «ریاضی کونوار» نیز معروف است. معبد رو به شرق است و تاریخ آن به ۱۰۰۰–۱۱۵۰ بعد از میلاد می‌رسد. این آخرین معابد ساخته شده در دوره چاندلا است. مجسمه‌های حک شده در معبد بر خلاف سایر معابد دارای ویژگی‌های بیانی نرمی هستند. دیوارها دارای نمایشی از رقصندگان آسمانی در حالات وابسته به عشق شهوانی و سایر چهره‌ها هستند. به عنوان بخشی از مجموعه آثار تاریخی خاجوراهو این معبد در سال ۱۹۸۶ در فهرست میراث جهانی یونسکو ثبت شد.

## لیست معابد
| عدد | نام معبد                                | دین      | خدای مربوط         | سال تکمیل | عکس |
| --- | --------------------------------------- | -------- | ------------------ | --------- | --- |
| ۱   | Chausath Yogini                         | Hinduism | Devi, 64 Yoginis   | ۸۸۵       |     |
| ۲   | Lalgun Mahadev                          | Hinduism | Shiva              | ۹۰۰       |     |
| ۳   | Brahma Temple                           | Hinduism | Vishnu             | ۹۲۵       |     |
| ۴   | Lakshmana                               | Hinduism | Vaikuntha Vishnu   | ۹۳۹       |     |
| ۵   | Varaha                                  | Hinduism | Vishnu             | ۹۵۰       |     |
| ۶   | Parshvanatha                            | Jainism  | Parshvanatha       | ۹۵۴       |     |
| ۷   | Ghantai                                 | Jainism  | Adinatha           | ۹۶۰       |     |
| ۸   | Mahishasuramardini                      | Hinduism | Mahishasuramardini | ۹۹۵       |     |
| ۹   | Vishvanatha                             | Hinduism | Shiva              | ۹۹۹       |     |
| ۱۰  | Matangeshwar                            | Hinduism | Shiva              | ۱۰۰۰      |     |
| ۱۱  | Vishnu-Garuda                           | Hinduism | Vishnu             | ۱۰۰۰      |     |
| ۱۲  | Beejamandal Temple ruins                | Hinduism | Shiva              | ۱۰۰۰      |     |
| ۱۳  | Ganesha                                 | Hinduism | Shiva              | ۱۰۰۰      |     |
| ۱۴  | Devi Jagadambi                          | Hinduism | Devi, Parvati      | ۱۰۲۳      |     |
| ۱۵  | Chitragupta                             | Hinduism | Sun, Chitragupta   | ۱۰۲۳      |     |
| ۱۶  | Adinath Temple                          | Jainism  | Adinatha           | ۱۰۲۷      |     |
| ۱۷  | Shantinatha temple                      | Jainism  | Shantinatha        | ۱۰۲۷      |     |
| ۱۸  | Kandariya Mahadeva (the largest temple) | Hinduism | Shiva              | ۱۰۲۹      |     |
| ۱۹  | Vamana                                  | Hinduism | Vamana             | ۱۰۶۲      |     |
| ۲۰  | Javeri                                  | Hinduism | Vishnu             | ۱۰۹۰      |     |
| ۲۱  | Chaturbhuja                             | Hinduism | Vishnu             | ۱۱۱۰      |     |
| ۲۲  | Duladeo (Duladeva)                      | Hinduism | Shiva              | ۱۱۲۵      |     |